# Kittamaa
Kittamaa är en ö i Finland.   Den ligger i kommunen Nystad i landskapet Egentliga Finland, i den sydvästra delen av landet, 200 km väster om huvudstaden Helsingfors. Arean är 9,1 kvadratkilometer.
Terrängen på Kittamaa är mycket platt. Öns högsta punkt är 20 meter över havet. Den sträcker sig 5,6 kilometer i nord-sydlig riktning, och 3,4 kilometer i öst-västlig riktning.  I omgivningarna runt Kittamaa växer i huvudsak blandskog.
I övrigt finns följande på Kittamaa:
- Ruotsinluoto (en ö)